# Яровець Максим Олександрович
Максим Олександрович Яровець (13 січня 1995, Хмельницький, Україна — 5 жовтня 2016, Мар'їнка, Донецька область, Україна) — лейтенант Збройних сил України, учасник війни на сході України, командир роти (130-й окремий розвідувальний батальйон).
Загинув при виконанні бойового завдання від вибуху розтяжки.
По смерті залишились батьки і сестра.
Похований у м. Хмельницький.

## Нагороди
Указом Президента України № 23/2017 від 3 лютого 2017 року «за особисту мужність, виявлену у захисті державного суверенітету та територіальної цілісності України, самовіддане виконання військового обов'язку» нагороджений орденом «Богдана Хмельницького» III ступеня (посмертно).

## Потяг «Максим Яровець»
З 11 березня 2020 року в знак пам'яті призначено курсування поїзда «Максим Яровець» № 138/137 сполученням Хмельницький — Лисичанськ, ініціатором якого став найкращий друг Максима.